# Orepukia nummosa
Espèce
Synonymes
- Rubrius nummosus Hogg, 1909

Orepukia nummosa est une espèce d'araignées aranéomorphes de la famille des Cycloctenidae.

## Distribution
Cette espèce est endémique de Nouvelle-Zélande. Elle se rencontre dans les îles Bounty.

## Description
La carapace de la femelle holotype mesure 8,5 mm de long sur 6,5 mm et l'abdomen 10,0 mm de long sur 6,5 mm.

## Publication originale
- Hogg, 1909 : Spiders and Opiliones from the subantarctic islands of New Zealand. The Subantarctic islands of New Zealand. Wellington, vol. 1, p. 155-181 (texte intégral).